# Cercopithecus denti
Cercopithecus denti або Cercopithecus pogonias denti (Мавпа Дента) — примат з роду Мавпа (Cercopithecus) родини мавпові (Cercopithecidae).

## Опис
Хутро темно-сірого кольору у верхній частині тіла, низ світлий, білувато-жовтий. Задні ноги червонувато-коричневі, передні ноги чорні. Синювате лице оточене червонувато-жовтими бакенбардами. 

## Поширення
Країни поширення: Центральноафриканська Республіка, Демократична Республіка Конго, Руанда, Уганда. населяє тропічні ліси.

## Стиль життя
Не так багато відомо про життя C. denti, воно, ймовірно, схоже на інших видів мавп. C. denti повинні жити в гаремних групах і харчуватися переважно фруктами, листям і насінням, а іноді й комахами. 

## Загрози та охорона
Ступінь загроз залишається неясним.